# Nacismus a rasa
Nacismus dal vzniknout několika teoriím a pojmům, které se týkají lidských ras. Nacisté ve snaze až o vědeckou přesnost sestavili striktní rasovou hierarchii. Na jejím vrcholu stála „Herrenrasse“ („panská rasa“), která byla tou nejčistší z árijské rasy a byla nacisty úzce ztotožňována s nordickou rasou, následovanou dalšími odnožemi árijské rasy.
Do spodní části rasové hierarchie umístili „parazitující“ rasy („ne-árijského“ původu) nebo „Untermenschen“ („podlidé“) nebezpeční pro společnost. V nacistické literatuře byl pojem 'Untermensch' přiřazován Slovanům, převážně Rusům, Srbům a Polákům. Nacistická ideologie nahlížela na Slovany jako na rasově podřadnou skupinu, která se hodila buď k zotročení, nebo měla být vyhlazena. Nacistickému Německu padlo za oběť asi 2 miliony Poláků nežidovského původu.
Nejhorší postavení v nacistické rasové hierarchii měli Romové a Židé, kteří byli považováni za „Lebensunwertes Leben“ („Život nehodný žití“) a byli určeni k vyhlazení během Holokaustu. Přesto pro Hitlera lidé částečně židovského původu, takzvaní Mischlinge neboli „míšenci“, pracovali. A to buď na méně významných pozicích ve Wehrmachtu , nebo v několika případech i na exponovaných pozicích – avšak s komplikacemi – Emila Maurice musel prosadit Hitler sám jako svého dávného přítele, matka polního maršála Erharda Milcha musela podepsat čestné prohlášení, že Erhard není skutečným synem jejího údajně židovského manžela, a získal nakonec výjimku z Norimberských zákonů (tzv. Deutschblütigkeitserklärung).
Říšský ministr zemědělství let 1933–1942 Richard Walther Darré zpopularizoval výraz „Blut und Boden“ („Krev a půda“), jeden z mnoha termínů nacistického slovníku, který byl ideologicky používán k podpoření rasismu u německé populace.

## Rasistická ideologie

### Počátky
Porážka Německa v první světové válce a její devastující ekonomické následky vytvořila živnou půdu rasismu, kterým bylo možné vinu za německé neštěstí svalit na někoho jiného. Latentní rasismus přítomný a populární mezi širokými masami nacisté dokonale využili ve své propagandě.
Na rozvoji nacistické ideologie se podíleli filozofové i další teoretici. Předmětem sporů je dodnes vztah, který měl k nacismu Martinem Heidegger. Pro své projevy o „požidovštění“ („Verjudung“) německé kultury a nutnosti povzbuzení „německé rasy“ („die deutsche Rasse“)  je některými považován za otce rasismu ve filozofii. (Což je ovšem bez porozumění tomu, jak „rasy“ chápal, celkem bezobsažné tvrzení.) Každopádně kritizoval (biologický) rasismus, zejména na svých přednáškách o Nietzschem, kde odmítal Nietzscheho biologismus jako takový. Ústavní právník Carl Schmitt rozpracoval filosofii práva vyzdvihující Führerprinzip a německé obyvatelstvo, kdy národ, popř. vůdce coby neomezený suverén stojí na vrcholu hierarchie právních norem . Alfred Baeumler se ve snaze ospravedlnit nacismus zabýval Nietzscheho myšlenkami, zejména jeho pojetím „vůle k moci“.

### Ideologie
Alfred Rosenberg, prominentní nacistický ideolog popravený při Norimberském procesu, prohlašoval, že nordická rasa byla stvořena bohem „v severním centru stvoření, které, aniž bychom nutně postulovali skutečně potopený atlantický kontinent, můžeme nazývat Atlantida“ při pobřeží severozápadní Evropy. Migrovala přes Skandinávii a severní Evropu, dále na jih až do Íránu a Indie, kde založila árijskou kulturu zoroastrismu a hinduismu. Jako Madison Grant a další tvrdí, že podnikavá energie nordické rasy „zdegenerovala“, když se mísila s „podřadnými“ národy.
S nástupem Hitlera se nordická teorie stala normou německé kultury. V některých případech byla nordická koncepce spíše abstraktním ideálem než pouhou rasovou kategorií. Hermann Gauch, nacista z Himmlerova nejbližšího okruhu, v roce 1933 napsal, že skutečnost, že se „ptáci mohou naučit mluvit lépe než ostatní zvířata, je vysvětlena tím, že jejich zobáky mají nordickou strukturu“. Dále tvrdil, že tvar lidské nordické dásně umožňuje mimořádný pohyb jazyka, což je důvod, proč je nordická řeč a zpěv bohatší.
Takové názory byly poněkud extrémní (Gauchova kniha byla v nacistickém Německu zakázána.) a hlavní místo zaujaly umírněnější teorie. Hans F. K. Günther, který vstoupil do nacistické strany v roce 1932, byl oceňován jako průkopník rasového myšlení a většina oficiálních nacistických komentářů týkajících se nordické rasy byla založena na jeho pracích. Alfred Rosenberg udělil Güntherovi medaili za jeho práci v antropologii.

### Vnitřní rozpory
Günther zastával názor, že ne všichni Němci jsou nordická rasa. Rozdělil Němce (i Evropany obecně) na šest ras – nordickou, východní (alpskou), západní (středozemní), východo-baltskou, dinarickou rasu a falickou (nejvyššího vzrůstu, tu ale v pozdějších pracích vynechával). Günther také prohlásil, že evropští Židé do určité míry patří do stejných ras jako Němci, dokonce i do rasy nordické. Právě z tohoto důvodu Hitler sám později zlehčoval význam nordické rasy.
Zjednodušený rasový model amerického rasového „specialisty“ Madisona Granta, který rozdělil Evropany jen na tři rasy: alpskou, středozemní a nordickou, Günther nepoužil a po anšlusu Rakouska takříkajíc chybně umístil většinu populace Hitlerova Německa do alpské rasy, kterou Grant považoval za podřadnou, a dal tím podnět k bagatelizaci přítomnosti nordické rasy v Německu.
Proti Güntherovým teoriím vedl opozici Ignaz Kaup, který poukazoval na logicky nevyhnutelný důsledek rasových teorií – intra-německý rasismus.
Kaup zastával názor, že německý národ, jehož všichni členové patří do „německé rasy“ v populačním smyslu, nabízí vhodnější socitechnický nástroj než Güntherův koncept ideální nordické rasy, ke které mohlo patřit jen pár Němců.
Nacistická legislativa pro identifikaci etnické a rasové příbuznosti Židů akceptovala takový populační koncept. Diskriminace tak nebyla omezena pouze na Židy, kteří patřili do evidentně odlišné „semitsko-orientální-armenoidní“ rasy nebo do negroidní rasy, ale byla vedena proti všem Židům.
V roce 1939 začal Hitler opouštět nordickou rétoriku a nahrazovat ideou německého lidu jako celku spojeného různými „duchovními“ kvalitami.

### Rétorika
Nacistická eugenická politika nicméně pokračovala v nadřazování nordického druhu nad alpským a nad dalšími rasovými skupinami, a to zejména během války, kdy bylo přijato rozhodnutí o začlenění podmaněných národů do Říše. Rozšíření nordické rasy bylo např. cílem programu Lebensborn. V roce 1942 se Hitler vyjádřil v soukromí:
 Nebudu mít v mé mysli klid, dokud nezasadím semeno nordické krve kdekoli bude regenerace obyvatelstva potřeba. Pokud v době stěhování národů, kdy mohutné rasové proudy hýbaly světem, naši lidé získali tak rozmanitý podíl atributů, dozrály tyto ke své plné hodnotě jen díky přítomnosti nordického rasového jádra.
Hitler a Himmler plánovali použít jako základ pro rasovou „regeneraci“ Evropy jednotky SS. Organizace SS byla koncipována jako rasová elita vybraná na základě „čistých“ nordických kvalit.
Himmler adresujíce úředníky 1. tankové divize SS „Leibstandarte SS Adolf Hitler“ řekl:
Hlavním cílem uplynulých 11 let, během kterých jsem byl říšským velitelem SS, byl stále stejný: vytvořit pořádek dobré krve, která je schopna sloužit Německu ... vytvořit pořádek, který rozšíří myšlenku nordické krve tak daleko, že přiláká nordickou rasu z celého světa; vzít krev našim protivníkům a pohltit ji tak, že už nikdy v budoucnu ... nordická krev, ve větším množství a v rozsahu stojícím za zmínku, nebude bojovat proti nám.

## Propaganda a realizace rasových teorií
Teorie o rozdílnosti evropských ras používal nacistický stát pro své diskriminační a donucovací politiky a to jak proti vlastnímu obyvatelstvu v Německu, tak ve válečných letech na obsazených územích. Nejtragičtěji se tyto původně „akademické“ teorie projevily v realizaci Holokaustu.

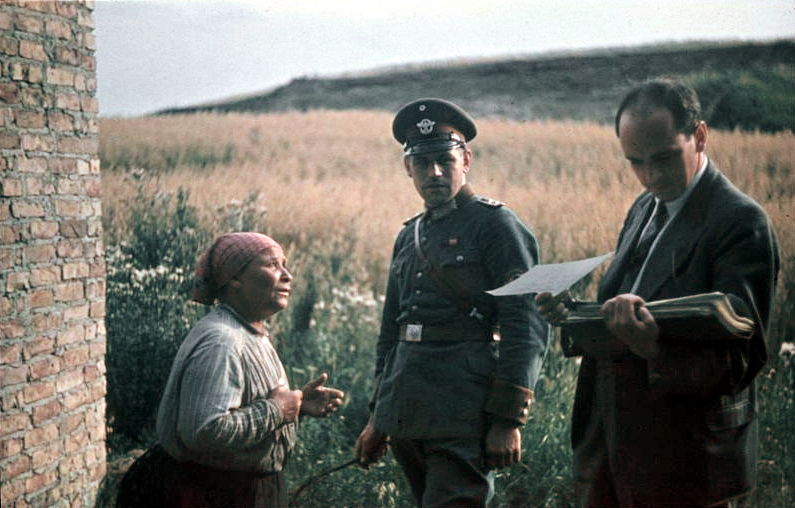
Romská žena s německým policistou a nacistickým psychologem Dr Robertem Ritterem

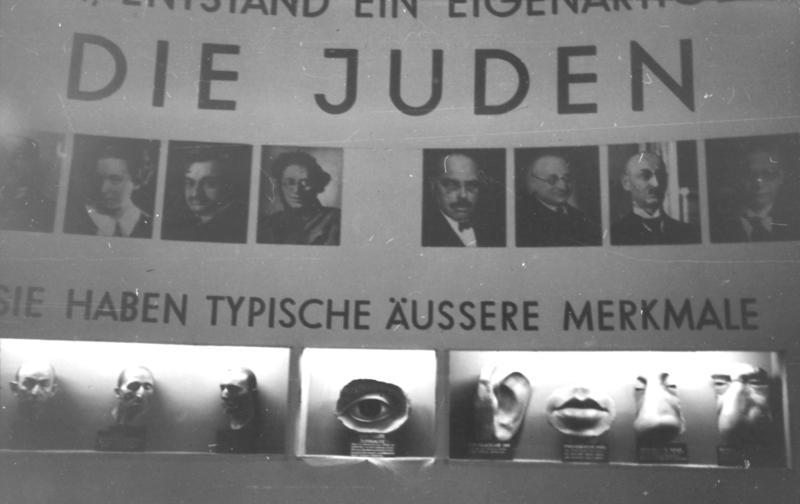
Fragment expozice Der ewige Jude („Věčný Žid“), který ukazuje typické anatomické zvláštnosti Židů.

### V Německu
Pro rozšíření svých teorií operovali nacisté s propracovaným systémem propagandy. Například Nacistická architektura měla pomáhat vytvořit „nový pořádek“ a vylepšit „árijskou rasu“. Podřadné národy (Židé) byly odhaleny i díky sportům a klasifikovány jako lajdácké, sedavé a bez formy. Mezi základní motivy Hitlerjugend („Hitlerova mládež“ založena v roce 1922) patřil trénink nového „arijského superčlověka“ a budoucího vojáka, který bude věrně bojovat za nacistické Německo.
K podpoře rasistických teorií bylo využíváno i kino (např. film Triumf vůle), a to pod kontrolou Ministerstva veřejného osvícenství a propagandy (Reichsministerium für Volksaufklärung und Propaganda) Josepha Goebbelse. Také Německé muzeum hygieny (Deutsche Hygiene-Museum) v Drážďanech rozšiřovalo rasové teorie. Plakát muzea z roku 1934 ukazuje muže s výrazně africkými rysy a text: „Pokud by byl tento muž sterilizován, nenarodilo by se ... 12 dědičně nemocných.“ Podle současného ředitele Klause Voegela nebylo Muzeum hygieny přímo vyhlazovacím ústavem ve smyslu, že by tam byli zabíjeni lidé, ale pomohlo utvářet představy o tom, čí životy byly cenné a čí bezcenné.
Rasistické teorie se promítly nezakrytě i přímo v legislativě, zejména v nechvalně známých Norimberských zákonech. Už ale v roce 1933 byl přijat zákon pro prevenci dědičně nemocných potomků (Gesetz zur Verhütung erbkranken Nachwuchses, GezVeN). Dohled nad politikou rasové hygieny byl svěřen Eugenu Fischerovi a Fritzi Lenzovi. Program eutanazie Akce T4 (Aktion T4) cílil na osoby, které pro „Volksdeutsche“ představovaly nebezpečí „degenerace“.
Nacistický režim vytvořil také rozsáhlý administrativní aparát pro „určování rasy“ vydávající průkazy árijského původu (Ariernachweis) nebo průkazy německé krve (Deutschblütigkeitserklärung) určené míšencům a vydávané Hitlerem jako výjimky. Je pravděpodobné, že velká většina německé populace za dobu existence Třetí říše získala jeden z uvedených průkazů.

### Na obsazených územích
Během 2. světové války byla ve východní Evropě prováděna germanizace, jejímž cílem bylo vybrat osoby „německé krve“. Začala zařazováním lidí do Deutsche Volksliste („listina Němců“). Vybraní byli posláni ke germanizaci, nebo byli zabiti, aby se předešlo tomu, že by „německá krev“ povstala proti nacistům. Ti Poláci, kteří byli zhodnoceni jako nezpůsobilí, byli na základě smlouvy z SSSR z území Polska vystěhováni, aby uvolnili místo pro baltské Němce. „Rasově hodnotné“ děti byly také uneseny jejich rodičům ke germanizaci (Rabunek polskich dzieci).
Se západními zeměmi, jako například Francií, se zacházelo méně násilně, jejich obyvatelé byli považováni za rasově nadřazené Polákům, ne však tak nadřazené jako plnohodnotní Němci. I ve Francii proto bylo prováděno rozsáhlé rasové klasifikování osob pro možné budoucí využití. Složitý komplex nacistických rasových kategorií tak pro obyčejného Němce znamenal „Východ je špatný, západ je přijatelný“.